# Беззаботівка
Беззабо́тівка — село Олександрівської селищної громади Краматорського району Донецької області, Україна. У селі мешкає 212 людей.

## Історія
Село засноване в першій половині XIX століття переселенцями з Орловської губернії. У 1917 році було створено партійний більшовицький осередок, в 1918 році в січні установлено радянську владу.

## Видатні уродженці
- Бєліков Сергій Трифонович — Герой Соціалістичної Праці.